# Willie Fernie (Fußballspieler)
William „Willie“ Fernie (* 22. November 1928 in Kinglassie; † 1. Juli 2011 in Glasgow) war ein schottischer Fußballspieler und -trainer. Er gehörte als Spieler der schottischen Nationalmannschaft dem Kader bei den Weltmeisterschaften 1954 und 1958 an.

## Laufbahn
Fernie spielte zunächst in seinem Heimatort bei Kinglassie Hearts. 1949 wechselte er zu Celtic Glasgow, wo er sich in den folgenden Jahren als flexibler Spieler auszeichnete und verschiedene Spielpositionen einnahm. 1954 holte er mit der Mannschaft das schottische Double und wurde daraufhin für den Weltmeisterschaftskader 1954 nominiert, nachdem er im letzten Vorbereitungsspiel gegen Finnland erstmals für die „Bravehearts“ aufgelaufen war. Er gehörte zu den 13 Spielern, die die Reise in die Schweiz antraten, aber nach zwei Niederlagen am Ende der Gruppenphase ausschieden. 1956 und 1957 gewann er mit dem schottischen Ligapokal zwei weitere Titel mit Celtic. In der Zwischenzeit unregelmäßig in der Nationalmannschaft berücksichtigt, stand er bei der WM 1958 erneut im 22 Spieler umfassenden Kader und war abermals einer der 13 Spieler, die nach Schweden reisten. Erneut stand am Ende der Gruppenphase das Aus.
Fernie verließ Schottland 1958 und schloss sich dem englischen Klub FC Middlesbrough an. Nach zwei Jahren kehrte er jedoch zu Celtic zurück und spielte eine weitere Spielzeit für den Klub. Anschließend schloss er sich dem FC St. Mirren an, mit dem er 1962 das Pokalfinale erreichte. Ab 1963 stand er jeweils kurzzeitig bei Partick Thistle und Alloa Athletic unter Vertrag, ehe er im schottischen Non-League-Fußball beim FC Fraserburgh sowie im Nordirland beim Coleraine FC und beim Bangor FC seine Karriere ausklingen ließ.
1967 übernahm Fernie das Traineramt bei der Reservemannschaft von Celtic Glasgow, das er bis 1973 innehatte. Anschließend trainierte er den FC Kilmarnock, mit dem er 1974 in die Division One aufstieg. Nach dem Abstieg 1977 mit dem Ziel Wiederaufstieg in die Spielzeit gestartet, misslang der Saisonauftakt, woraufhin er von seinen Aufgaben entbunden wurde. Anschließend verließ er das Fußballgeschäft und arbeitete unter anderem als Taxifahrer in Glasgow.